# Hanover (Pennsylvania)
Hanover è un comune (borough) degli Stati Uniti d'America, nella contea di York nello Stato della Pennsylvania. Secondo il censimento del 2010 la popolazione è di 15.289 abitanti. Venne istituito nel 1815.

## Società

### Evoluzione demografica
La composizione etnica vede una prevalenza della razza bianca (96,95%) seguita da quella afroamericana (0,52%).
| borough di Hanover Popolazione |        |
| 2000                           | 14.535 |
| 2010                           | 15.289 |